# Regeneration (Roy Orbison)
Regeneration è un album in studio del cantautore e chitarrista statunitense Roy Orbison, pubblicato nel novembre 1976.

## Tracce
Side 1
1. I'm a Southern Man (Tony Joe White)
2. No Chain at All (Bob Morrison)
3. Old Love Song (Bob Morrison, Alice Kiester)
4. Can't Wait (Alan Rush, Dennis Linde)
5. Born to Love Me (Bob Morrison)

Side 2
1. Blues in My Mind (Fred Rose)
2. Something They Can't Take Away (Kris Kristofferson)
3. Under Suspicion (Alan Rush, Dennis Linde)
4. I Don't Really Want You (Dennis Linde)
5. Belinda (Dennis Linde)